# どうして好きなんだろう
「どうして好きなんだろう feat. Mai.K」（どうしてすきなんだろう・フィーチャリング・マイ・ケー）は、日本の歌手・NERDHEADのシングル。2011年6月1日にユニバーサルミュージックから発売された。

## 解説
- NERDHEADのメジャーデビューシングル。
- 女性歌手・倉木麻衣が、Mai.Kとして楽曲に参加している。Mai.Kとは、倉木が全米デビューの際に用いた名義でもある。
- 「通常盤」と「初回限定盤」の2形態での発売。「初回限定盤」には「どうして好きなんだろう feat. Mai.K」のミュージックビデオを収録したDVDが同梱されている。
- 「どうして好きなんだろう feat. Mai.K」のMVには、モデルの大石参月・佐藤かよ・西田有沙が出演している。佐藤はミュージックビデオ初出演となった。

## 収録曲
1. どうして好きなんだろう feat. Mai.K [5:55]
  - 作詞：Giorgio 13 / 作曲：Giorgio Cancemi

映画『RUN60』イメージソング
MBS・TBS系全国ネット『ジャパーン47ch』4 - 6月エンディングテーマ
テレビ東京系『流派-R』5月度リコメンドソング
2. Life is beautiful [4:49]
3. どうして好きなんだろう feat. Mai.K -Instrumental-
4. Life is beautiful -Instrumental-